# Nelson Loyola
Nelson Loyola Torriente (3 agosto 1968) è un ex schermidore cubano.

## Palmarès
In carriera ha conseguito i seguenti risultati:
- Giochi Olimpici:

Sydney 2000: bronzo nella spada a squadre.
- Mondiali di scherma

Denver 1989: bronzo nella spada a squadre.
Città del Capo 1997: oro nella spada a squadre.
Seul 1999: bronzo nella spada a squadre.
- Giochi Panamericani:

Winnipeg 1999: oro nella spada a squadre.
Santo Domingo 2003: oro nella spada a squadre ed argento nel fioretto a squadre.